# Cimetière Trumpeldor
Le cimetière Trumpeldor situé au 19 rue Trumpeldor à Tel Aviv (Israël) date de 1902 et est connu comme le « vieux cimetière ». De nombreuses personnalités y sont enterrées.

## Histoire
Le cimetière Trumpeldor situé au 19 rue Trumpeldor à Tel Aviv date de 1902 et est connu comme le « vieux cimetière »,
,,.

## Personnalités inhumées
- Zalman Anokhi
- Haïm Arlozoroff
- Asher Barash
- Eliyahu Berligne
- Salomon Bernstein
- Haïm Nahman Bialik
- Max Brod
- Shoshana Damari
- Meïr Dizengoff
- Arik Einstein
- Joel Engel
- Eliyahou Golomb
- Nahum Gutman
- Ahad Ha'Am
- Tzvi-Peretz Hayot
- Abraham Kahana
- Ephraim Kishon
- Eliahou Krauze
- Shlomo Lahat
- Bernard Lewis
- Yuval Ne'eman
- Max Nordau
- Sammy Ofer
- Alexander Ziskind Rabinovitz
- Reuven Rubin
- Zvi Segal
- Shlomo Shamir
- Moshe Sharett
- David Shimoni
- Issai Schur
- David Yeshayahu Silberbusch
- Shaul Tchernichovsky